# Glaphyra tjanschanica
Glaphyra tjanschanica là một loài bọ cánh cứng trong họ Cerambycidae.